# 烟岭河
烟岭河，又称小北江、小江河，位于中华人民共和国广东省北部，是滃江左岸支流，发源于佛冈县北部高岗镇境内的羊子山，向南流至陈屋转东南流，至迳头镇转东北流，至英德市白沙镇转西北流，最后于英德市东华镇狮子口汇入滃江。河长61千米，河道比降1.55‰，流域面积1029平方千米。

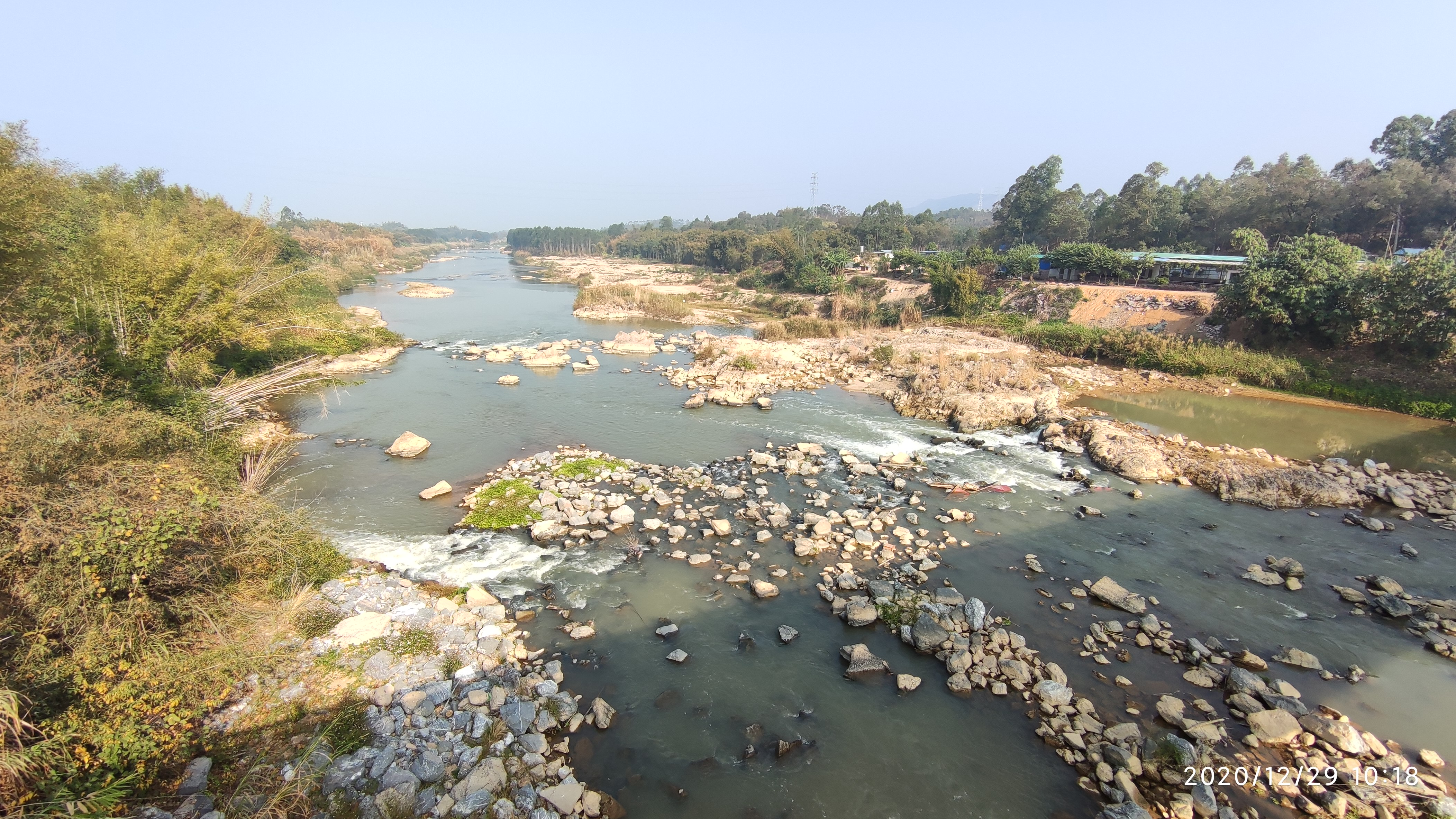
烟岭河，英德市